# Gråbrödraklostret i Stockholm

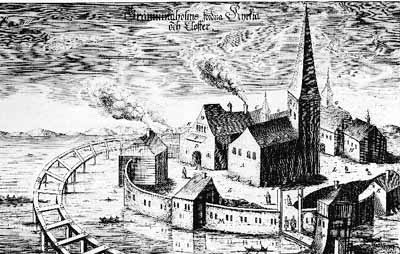
Gråbrödraklostret på Blodbadsplanschen 1524.

Gråbrödraklostret i Stockholm var ett franciskankloster, beläget på Gråmunkeholmen, i dag känt som Riddarholmen, grundat omkring 1270, genom en donation av holmen av kung Magnus Ladulås.

## Historik
År 1288 skänkte Ladulås Skepparholmen till Gråbröderna, som därifrån tog virke till bygget av den egna klosterkyrkan på Gråmunkeholmen. 
Av klostrets verksamhet på ön kommer Riddarholmens tidigare benämningar Gråbrödraholm, Munckholmen och Gråmunkeholm eller Gråmunkeholmen. Gråbröderna hade från 1400-talet även verksamhet på Kungsholmen, vilken kom att kallas Munklägret.

### Erikskrönikan
Erikskrönikan från 1320-talet omnämner grundandet av klostret på Kidaskär (äldre benämning på Riddarholmen). Ett antal av Magnus Ladulås gåvor och insatser för kyrkan räknas upp :
| ” | Å en holme, het Kidaskär, ett kloster lot han mura där, så vänt och så höveligt, att i hans rike var ej annat slikt. Kyrkan är vän och stor och haver en fagran, ljusan kor, svigbågarne äro lagda med gull, där är mycket folk i, då hon är full. Det kloster gav han barfotabröder, där bad han lägga sig, då han var döder. | „ |

Originaltexten lyder så här: (swigbogane = valvbågar)
| ” | a en holm heet Kidaskär eth kloster loot han mura thär swa wänt ok swa höwelikt at i hans rike war ey annat slikt. Kyrkian er wään ok stoor ok hawer en fagran liusan koor. swigbogane äre alle lagde med gul. Ther er mykit folk i tha hon er full. Thet kloster gaff han barfötta bröder, ther badh han leggia sik tha han var döder. | „ |

### Efter reformationen
1527 stängdes klostret i samband med reformationen och byggnaderna anslogs till allmänt hospital. Munkarna fick lämna klostret, men nunnorna från det stängda Sankta Klara kloster fick flytta in i byggnaden. Hospitalet flyttade dock till Danviken redan 1551, troligen på grund av otillräckligt utrymme, och lämnade plats för Trivialskolan som då i stället flyttade in och förblev där fram till 1666.
Collegium regium Stockholmense (även Academia stockholmensis eller Collegium Stockholmense), var en teologisk högskola, som existerade mellan 1576 och 1593 och hade sin lokal det tidigare Gråbrödraklostret.

## Nutid

### Bevarade byggnadsverk
Klosterkyrkan, Riddarholmskyrkan, är bevarad och anses idag som det äldsta byggnadsverket i stadens centrala delar.
I Östra Gymnasiehuset finns ännu kvar en del av den länga av klostret som avgränsade klostergården i väster, samt delar av klostermuren och klostrets källare. Där finns också ett bevarat klosterrum med ett stjärnvalv som anses ha dekorerats av Albertus Pictor. Även i Gamla riksdagshusets källarvåning finns ett flertal rum bevarade från klosteranläggningen.

### Utgrävningar 2010
I samband med schaktarbeten för nya ledningsdragningar i september 2010 företog arkeologer från Stockholms Stadsmuseum utgrävningar utanför södra sidan av Riddarholmskyrkan. Vid utgrävningarna frilades bland annat ett skelett efter en på medeltiden begravd munk. Att det rör sig om en munk från det medeltida klostret torde stå utom allt tvivel eftersom platsen där fyndet gjordes ligger inom den gamla klostergården där munkarna begravdes. 
Skelettet var oskadat så när som på vänstra benet som försvann när en kulvert anlades under gatan 1945. Träkistan däremot har förmultnat och återstår endast i form av en lite mörkare strimma i det grå jordlagret.

### Bilder

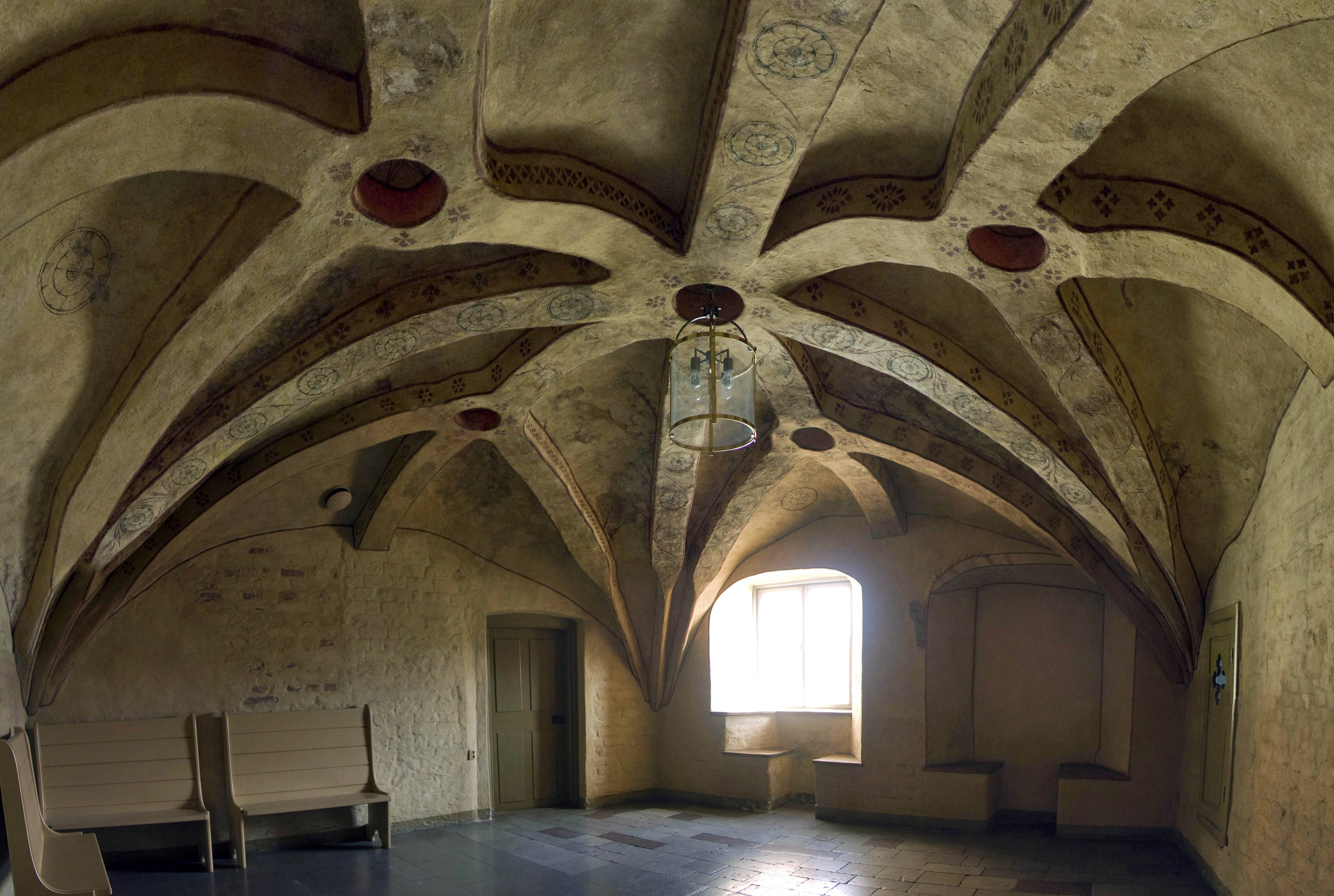
Bevarat rum från Gråbrödraklostret i Östra Gymnasiehuset
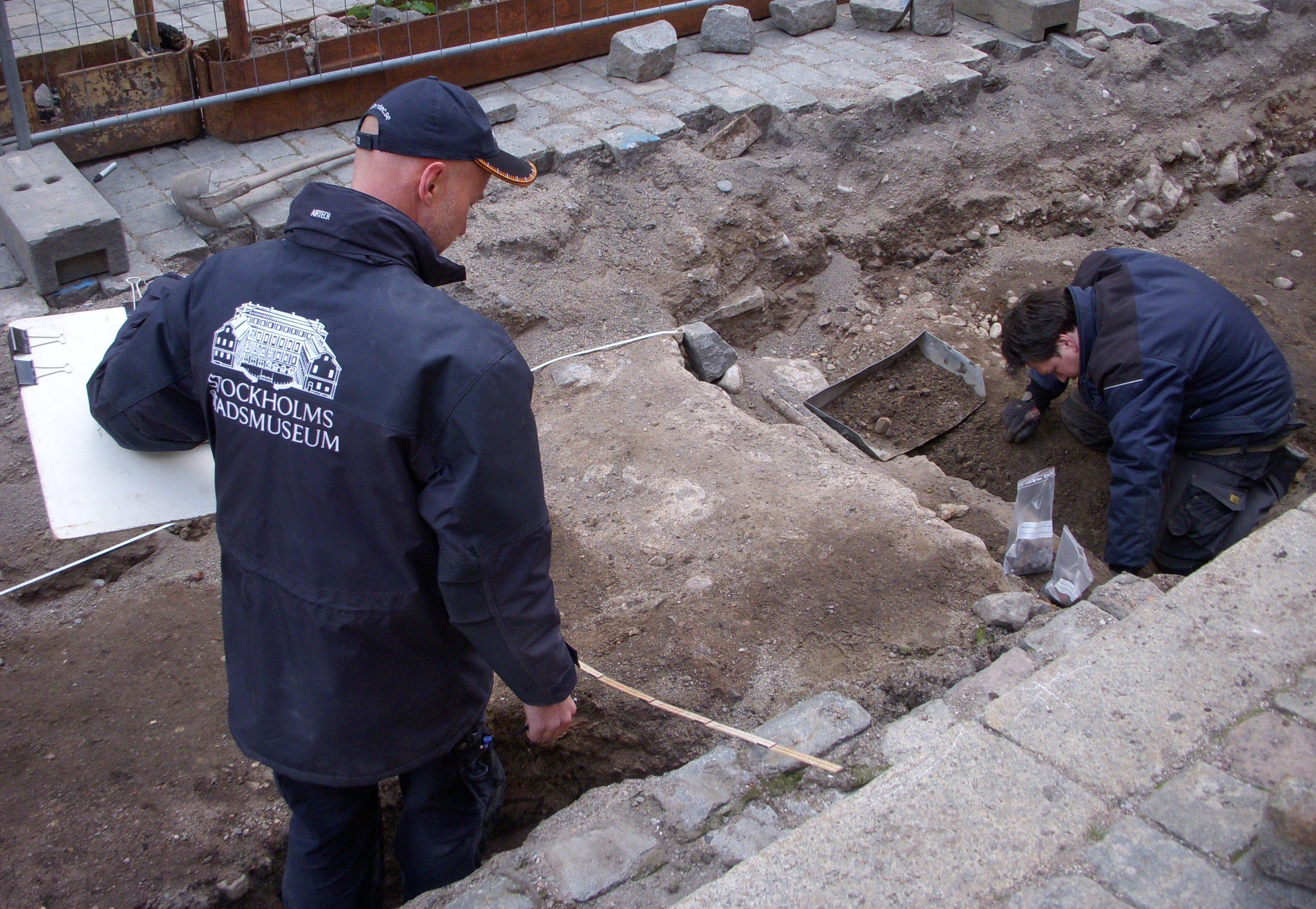
Stadsmuseets utgrävningar den 28 september 2010
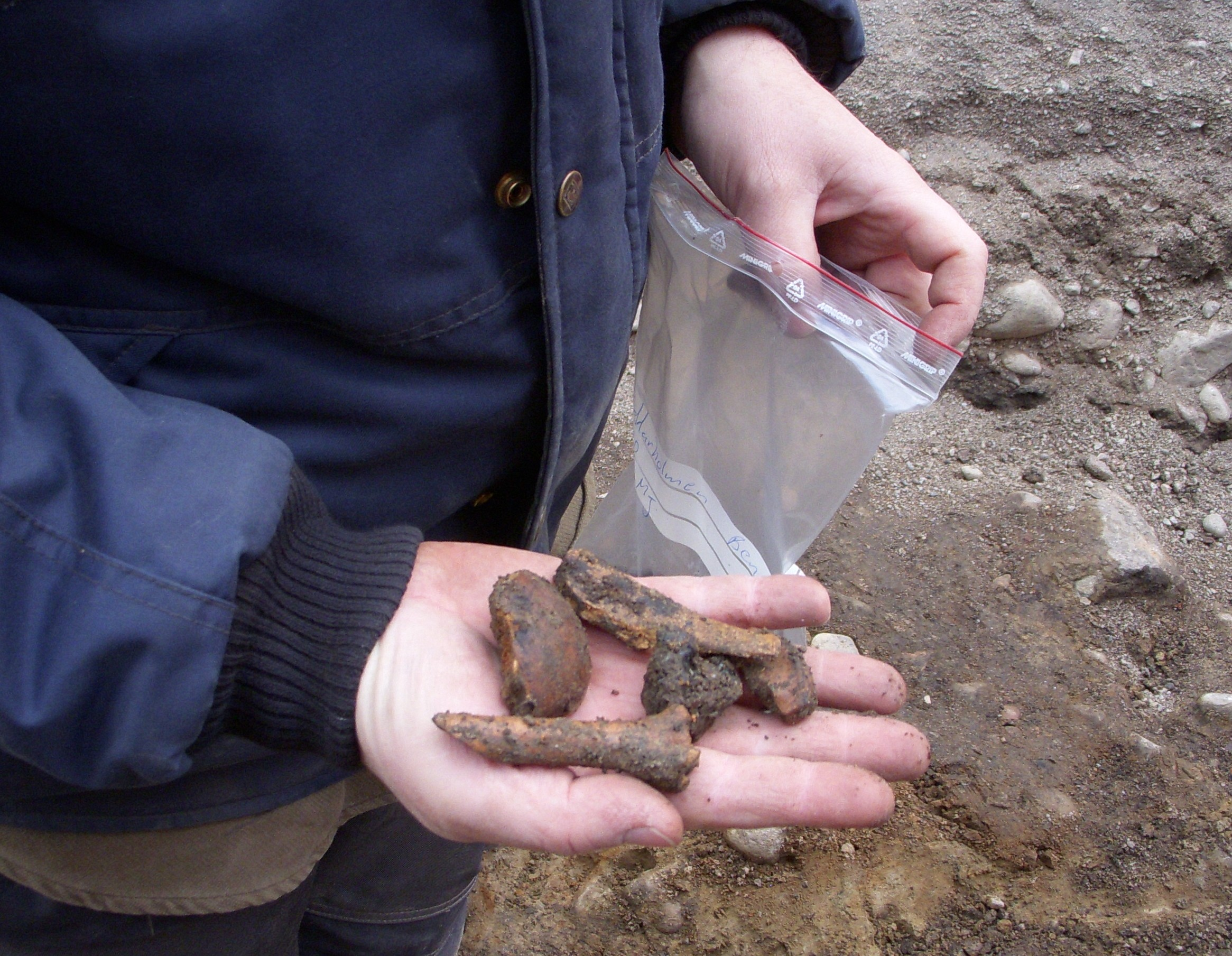
Fynd från Stadsmuseets utgrävningar i september 2010